# Mohan Lal Sukhadia
Mohan Lal Sukhadia (Hindi: मोहन लाल सुखाड़िया, Mohan Lāl Sukhāṛiyā; * 31. Juli 1916 in Jhalawar; † 2. Februar 1982 in Bikaner, Rajasthan) war ein indischer Politiker des Indischen Nationalkongress (INC), Chief Minister von Rajasthan sowie Gouverneur der Bundesstaaten Karnataka, Andhra Pradesh und Tamil Nadu.

## Biografie

### Studium und Kampf um Indiens Unabhängigkeit
Der Sohn eines bekannten Cricketspielers begann nach der Grundschulausbildung in Nathdwara und Udaipur ein Studium des Elektroingenieurwesens am Veermata Jijabai Technological Institute (VJTI) in Mumbai. Während des Studiums war er Generalsekretär der Studentenvertretung. Als solcher widersetzte er sich vehement der Idee des britischen Direktors des Instituts zur Einladung des Gouverneurs von Bombay und bestand stattdessen darauf den Chief Minister Balasaheb Gangadhar Kher einzuladen, was jedoch letztlich durch die Institutsverwaltung untersagt wurde. Daraufhin war es Sukhadia, der eine Revolte gegen die britische Besatzung anführte. Bereits während seines Studiums trat er auch in Kontakt zu prominenten Führern des Indischen Nationalkongresses wie Subhash Chandra Bose, Vallabhbhai Patel, Yusuf Meherally und Ashok Mehta. Nach dem Erwerb des Diploms als Elektroingenieur gründete er einen kleinen Elektroinstallationsbetrieb in Nathdwara, in dem er sich auch mit Freunden traf, um über die britische Besatzungspolitik und sozio-ökonomische Reformen in der Region zu diskutieren. Daraus entstanden mehrere Erziehungs- und Sozialprogramme, die Sukhadia mit seinen Mitstreitern plante und umsetzte.
Aufgrund der exzessiven Steuern und der autokratischen Herrschaft der Fürsten und Militäradligen (Jagirdars) kam es in Rajputana zur Gründung von Praja Mandal, einer Vereinigung zur Verbreitung von Menschenrechten und Verwaltungsreformen. 1938 erfolgte die Gründung von Mewar Praja Mandal in Udaipur unter dem Vorsitz des bekannten Sozialaktivisten und Freiheitskämpfers Manikya Lal Verma, einem späteren Chief Minister von Rajasthan, der 1939 Sukhadia zum Beitritt in die Mewar Praja Mandal bewog. In den nachfolgenden Freiheitsbestrebungen suchte Sukhadia den Kontakt zu lokalen Kleinbauern und Stammesleuten, um damit dem Widerstand der britischen Herrschaft, aber auch einheimische Fürsten und Adligen zu begegnen. Aus Angst vor Repressalien boten jedoch nur wenige Einheimische den Freiheitskämpfern Schutz und Unterstützung an.
1942 kam es nach dem Aufruf von Mahatma Gandhi zur Gründung der „Quit India“-Bewegung, der sich auch Verbände aus Rajputana unter Politikern wie Manikya Lal Verma, Hiralal Shastri, Gokulbhai Bhatt, Jai Narayan Vyas und Sukhadia. Aufgrund dessen kam es noch 1942 zu seiner Verhaftung und Verbüßung einer Haftstrafe von 18 Monaten.
Nach seiner Freilassung organisierte er 1943 nach einer Zerstörung von Bhilwara durch heftige Regenfälle die Versorgung der Bevölkerung mit Nahrungsmitteln, Medikamenten und Kleidung.
1946 kam es zum Zusammenschluss mehrerer lokaler Praja Mandal-Organisationen zur Rajputana Prantiya Sabha, in dessen Exekutivkomitee Sukhadia gewählt wurde. In der Folgezeit kam es alle zwei bis drei Monaten zu Parteisitzungen, in denen die Repräsentanten der verschiedenen Regionen die Probleme Rajputanas besprachen. Dabei erreichte er bald aufgrund seiner Redebeiträge maßgeblichen Einfluss innerhalb der Organisation.

### Indiens Unabhängigkeit und Aufstieg zum Chief Minister Rajasthans
Am 15. August 1947 traten 22 größere und kleinere Fürstenstaaten Rajastans der Indischen Union bei. Allerdings fand die vollständige Vereinigung innerhalb eines Zeitraums von zwei Jahren statt. In der ersten Phase bildeten am 17. März die Fürstenstaaten von Alwar, Bharatpur, Dholpur sowie Karauli die Matsayas Union, der in den folgenden Wochen und Monaten weitere Fürstenstaaten beitraten, so dass am 28. März 1948 unter formeller Einführung durch Premierminister Jawaharlal Nehru die Union of Rajasthan mit Chief Minister Gokul Lal Asawa gegründet wurde, aus dem später der Bundesstaat Rajasthan hervorging. Als knapp einen Monat später Manikya Lal Verma Chief Minister wurde Sukhadia Minister für Bewässerung und Arbeit in dessen Kabinett bis zum 6. April 1949. Im April 1948 wurde die Rajputana Prantiya Sabha Teil des Indischen Nationalkongress.
Zwischen 26. April 1951 und 2. März 1952 war er zunächst Minister im Kabinett von Jai Narayan Vyas. Als Vyas nach den ersten Wahlen zum Parlament des Bundesstaates am 1. November 1952 wieder Chief Minister wurde, berief er Sukhadia zum Minister für Steuern, Bewässerung und Landwirtschaft. Sukhadia selbst vertrat als Abgeordneter den Wahlbezirk Udaipur zwischen 1951 und 1972 in der Staatsversammlung (Legislative Assembly). Nach den Wahlen traten 22 Mitglieder der Partei Akhil Bharatiya Ram Rajya Parishad dem Indischen Nationalkongress aufgrund der Überredung von Vyas bei. Allerdings führte dies zu Streitigkeiten innerhalb des INC, da die meisten dieser Politiker der Ram Rajya Parisha frühere Adelige waren, die die Landreform im neu gegründeten Bundesstaat behindern könnten. Aufgrund der daraus resultierenden wachsenden Kritik an Vyas forderte ihn die Führung des INC zur Stellung der Vertrauensfrage auf. Daraufhin erklärte Sukhadia, dass er gegen Vyas kandidieren wird.
In der darauffolgenden Abstimmung wurde er am 13. November 1954 mit einer Mehrheit von 8 Stimmen zum Chief Minister von Rajasthan gewählt und übte dieses Amt bis zum 8. Juli 1971 aus. Diese Rekordamtszeit von 17 Jahren als Chief Minister eines indischen Bundesstaates wurde erst 1994 durch Jyoti Basu, den Chief Minister von Westbengalen gebrochen. Zugleich war er bis dahin auch mit 38 Jahren der jüngste Chief Minister eines Bundesstaates. Mit ihm gingen auch die ersten sechs unruhigen Jahre des neuen Bundesstaates zu Ende, in denen es allein sechs Chief Minister aus den Reihen des INC gab.
Als er 1954 Chief Minister wurde, lag insbesondere die notwendige Landreform vor ihm. 1959 folgte die Verabschiedung des Rajasthan Zamindari and Biswedari Abolition Act, das zum Verbot des Zamindari-Systems (der Vormachtstellung der Adligen) und zum Landbesitz durch Pächter führte und damit das jahrhundertealte System beendete. Des Weiteren setzte er sich in seiner Amtszeit für eine Modernisierung des Erziehungs- und Gesundheitswesens ein. Daneben bemühte er sich trotz einer prekären Haushaltssituation um die Umsetzung sozialer Projekte. Dieses führte dazu, dass am Ende der 1970er Jahre die Ausgaben Rajasthans für Gesundheit und Erziehung wesentlich höher als der der nordindischen Bundesstaaten und des indischen Durchschnitts war.

### Gouverneur von Karnataka, Andhra Pradesh und Tamil Nadu
Nach dem Ende seiner Amtszeit als Chief Minister wurde er am 1. Februar 1976 zunächst zum Gouverneur von Karnataka ernannt. Im Anschluss daran wurde er am 10. Januar 1976 für kurze Zeit Gouverneur des Bundesstaates Andhra Pradesh. Am 16. Juni 1976 übernahm er dann nach Ernennung durch Präsident Fakhruddin Ali Ahmed das Amt des Gouverneurs von Tamil Nadu und übte dieses bis zum 8. April 1977 aus.
Ihm zu Ehren wurde die Mohan Lal Sukhadia University in Udaipur benannt.